# 阿尔泰柴胡
阿尔泰柴胡（学名：Bupleurum krylovianum）为伞形科柴胡属的植物。分布在亚洲、俄罗斯以及中国大陆的新疆等地，生长于海拔1,200米至2,000米的地区，常生于山坡上和灌丛下，目前已由人工引种栽培。